# Graniczna Woda
Graniczna Woda (niem. Grenzwasser, Grenzbach) – potok, prawostronny dopływ Stoły o długości 11,7 km. 
Płynie przez powiat tarnogórski, przez gminy Miasteczko Śląskie, Tarnowskie Góry i Tworóg. Potok rozpoczyna swój bieg w Miasteczku Śląskim w okolicach huty cynku, następnie przepływa przez Tarnowskie Góry (Jezioro Głęboki Dół) i Boruszowice, gdzie wpada do Stoły. Na krótkim odcinku, na terenie nieistniejącego już rezerwatu Dęby Boruszowickie, jest potokiem meandrującym.